# 關東地方

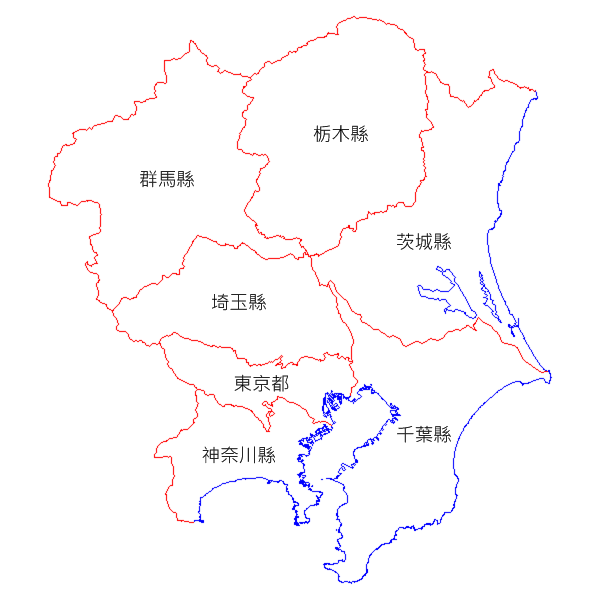
關東地方行政區域圖

關東地方（日语：／ Kantō chihō */?）是指日本本州中部三關以東瀕臨太平洋的地區，由茨城縣、栃木縣、群馬縣、埼玉縣、千葉縣、東京都、神奈川縣所構成，有時還會加上山梨縣。其以東京為中心，居住人口超過4千3百萬，聚集超過日本三分之一的人口；以關東地方1都3縣為核心的東京都會區（首都圈），人口逾3千7百萬人，是世界最大都市圈之一，僅次於以上海市為中心的長江三角洲城市群，以及以廣州深圳港澳為中心的粵港澳大灣區都市圈。

## 地理

關東地方的地形图

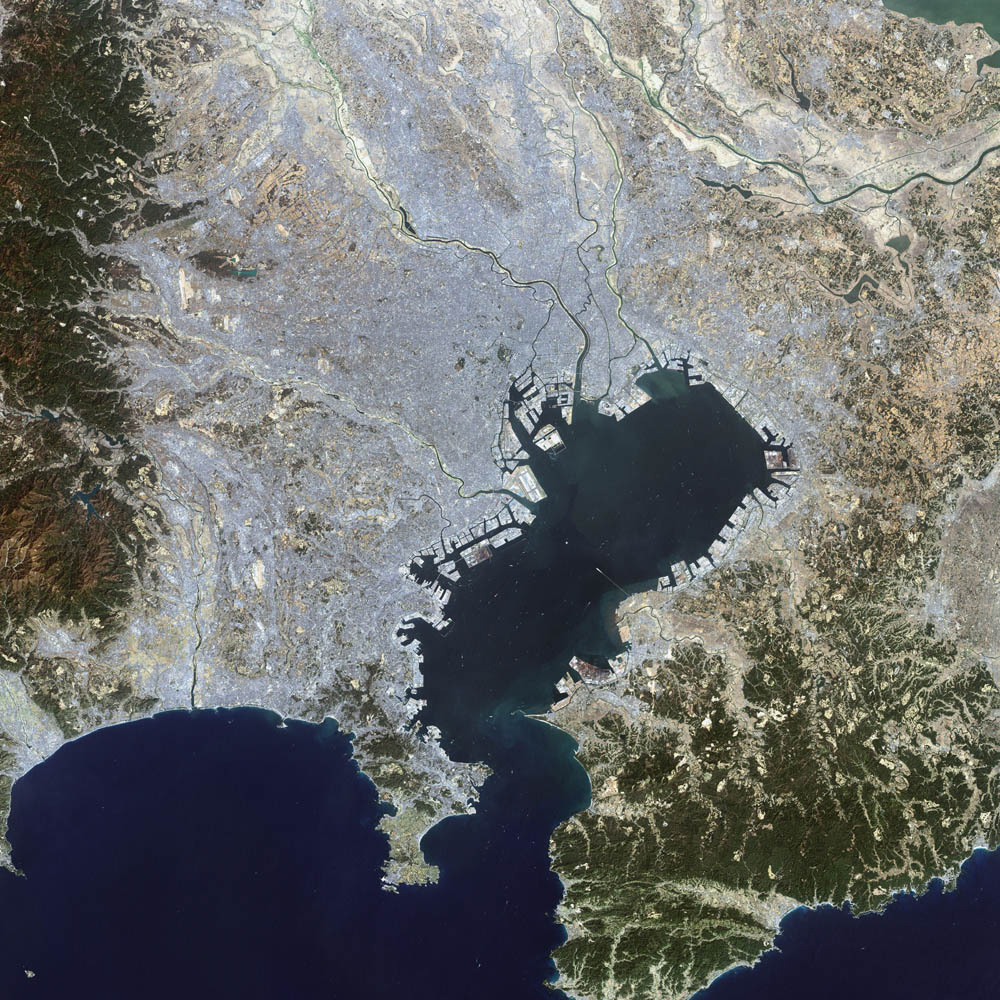
關東平原

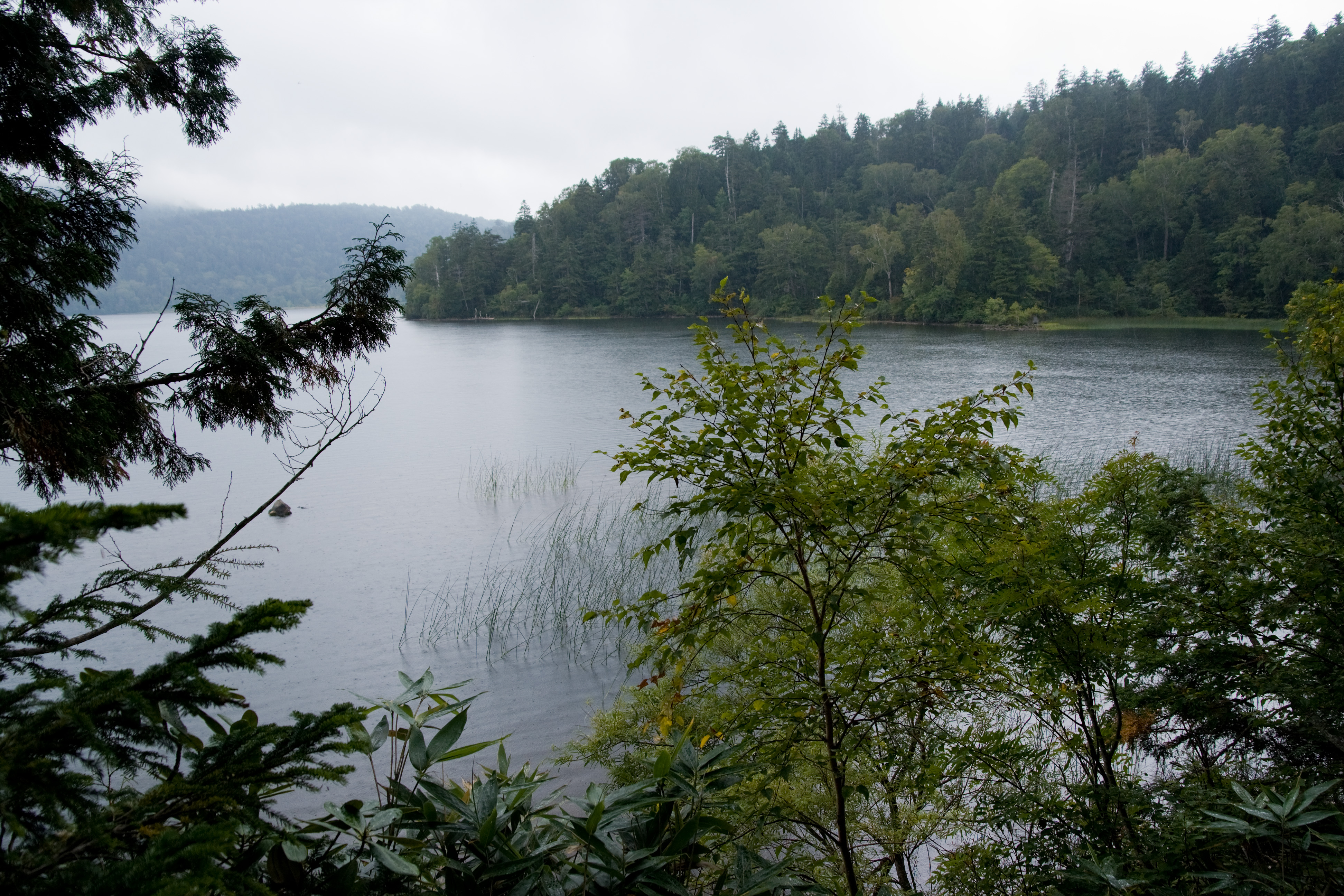
尾瀨國立公園

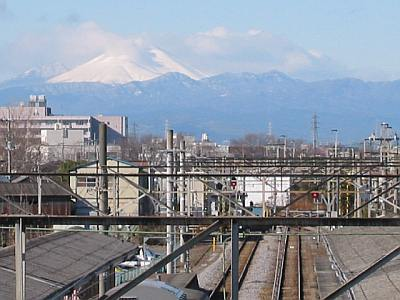
關東遠眺富士山

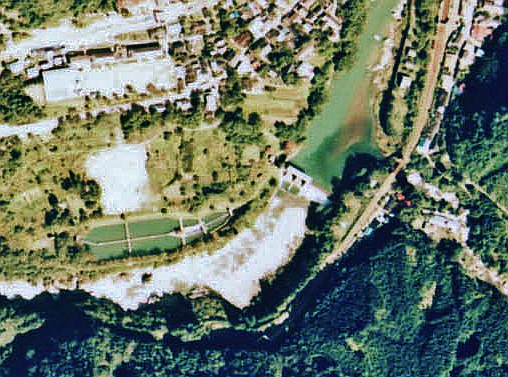
神戶發電廠

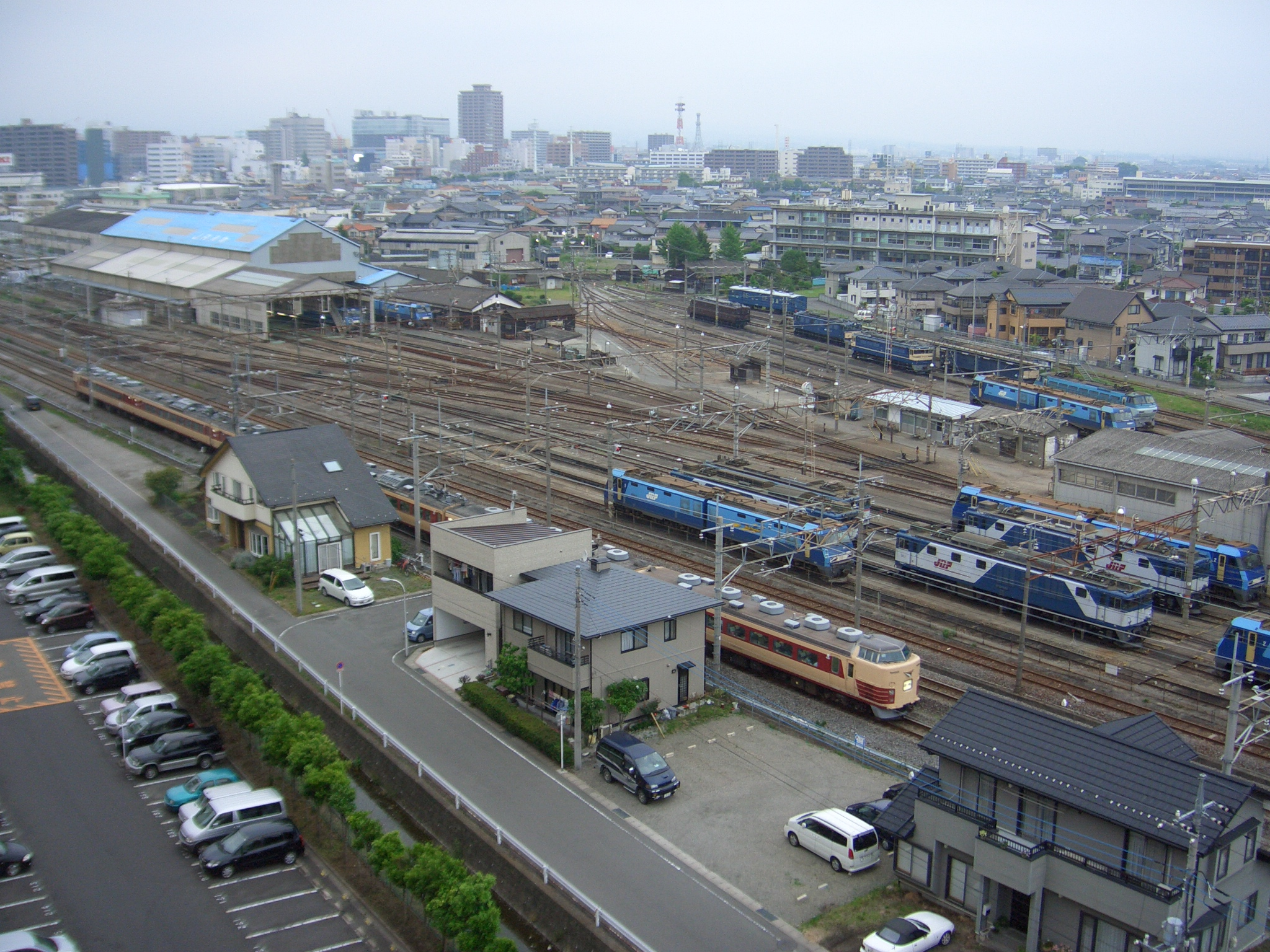
JR鐵路高崎機廠

關東地方的中心是日本最大的平原關東平原，西北側為山地，東南側鄰太平洋。關東東部的房總半島（千葉縣）、南部的三浦半島（神奈川縣）雙雙伸進太平洋，房總半島與三浦半島之間為東京灣，三浦半島與真鶴半島之間為相模灣。此外，地理關係薄弱的舊伊豆國－東京都島嶼部，因屬於東京都管轄，在行政上也屬於關東地方。某些情況下關東地方也包含山梨縣。
- 最東端：千葉縣銚子市
- 最西端：群馬縣嬬戀村
- 最南端：千葉縣南房總市
- 最北端：栃木縣那須鹽原市

因為东京都的小笠原群島也劃分在關東地區中，所以如果考慮小笠原群島的話，最南端則是沖之鳥（未定），最東端則是南鳥島，這兩個島也是日本最東與最南端，所以關東地區也是日本最東與最南邊的地方。

### 地表景观
關東地方在地質上為第四紀的沖積層與洪積層。植被方面，平原地區與周邊海拔500~900公尺的低矮山丘為廣大的常綠闊葉林，箱根約900公尺以下、丹澤與高尾約800公尺以下、奧多摩、奧武藏與奧秩父約700公尺以下、西上州與赤城山、足尾山地、筑波山約600公尺以下、北毛與那須山地約500公尺以下是照葉林生長範圍。
常綠闊葉林以上是山毛欅與白樺、水櫟等樹種的落葉闊葉林，但未分布在海拔太低的千葉縣。而茨城縣僅分布在筑波山山頂周邊與北部山地一部分。
落葉闊葉林以上是白葉冷杉與岳樺等樹種的針葉林，海拔約1100公尺以上，未分布在海拔過低的千葉縣、茨城縣與神奈川縣。東京都僅分布在雲取山周邊。
關東地方北端為帝釋山脈、高原山、那須連山、八溝山、三國山脈，西端為關東山地（包含奧秩父山塊）等山地。平原方面，關東平原是日本最大的平原，鹽那丘陵與北方的那須岳山麓之間是日本最大級的沖積扇那須野原，上總台地東側的千葉縣沿岸是九十九里平原。千葉縣南部是房總丘陵，茨城縣霞浦周邊是常總台地與常陸台地。群馬縣及埼玉縣秩父地方等為盆地地形。荒川、江戶川等河川流入東京灣，鬼怒川、利根川（又稱「坂東太郎」）在犬吠埼流入太平洋。
東京灣被房總半島與三浦半島所包圍，鄰接千葉縣西側、東京都一部分與神奈川縣東側，由浦賀水道連通太平洋。沿岸地區為工業地帶。神奈川縣南側為相模灣、相模灘，茨城縣沿岸是鹿島灘。此外，二次關東地震的震源相模海槽通過相模灣、各地也對此擬定地震對策。
最高點是栃木縣日光市與群馬縣片品村交界的日光白根山（奧白根山）山頂。在日本都道府縣最高點鐘名列第八。此外也是關東以北（關東、東北、北海道）的最高點。各都道府縣的最高點分別為埼玉縣的三寶山（2483公尺）、東京都的雲取山（2017公尺）、神奈川縣的蛭岳（1673公尺）、茨城縣的八溝山（1022公尺）、千葉縣的愛宕山（408公尺）。千葉縣的愛宕山是各都道府縣最高峰中最低的一座。
被稱為「首都圏」的關東地方，擁有豐富的自然環境。在自然公園的面積比例上，東京都位居全國第二位。埼玉縣名列第四位、神奈川縣排名第十位。
- 山地：三國山脈、足尾山地、帝釋山脈、大佐飛山地、八溝山地、關東山地、丹澤山地、房總丘陵
- 山：那須岳、大佐飛山、高原山、男體山、女峰山、日光白根山、榛名山、妙義山、赤城山、谷川岳、八溝山、加波山、筑波山、雲取山、甲武信岳、三寶山、高尾山、蛭岳、丹澤山、三原山、神引山、天上山
- 島：江之島、伊豆諸島、小笠原諸島
- 川：鬼怒川、小貝川、那珂川、箒川、久慈川、利根川、荒川、中川、多摩川、江戶川、酒匂川、相模川
- 瀑布：湯瀑布、龍頭瀑布、華嚴瀑布、袋田瀑布
- 湖泊：中禪寺湖、五十里湖、西浦（霞浦）、北浦（霞浦）、印旛沼、蘆之湖
- 海岸：鹿島灘、九十九里濱、東京灣、相模灣（湘南）
- 國立公園：日光國立公園、尾瀨國立公園、秩父多摩甲斐國立公園、富士箱根伊豆國立公園、小笠原國立公園
- 國定公園：水鄉筑波國定公園、南房總國定公園

### 氣候
- 位於太平洋沿岸，呈現夏季多雨、冬季乾燥的太平洋側氣候。近海有黑潮通過。但群馬縣北部一部分屬日本海側氣候，小笠原諸島屬南日本氣候。同時，茨城縣（北部、鹿行地域）、千葉縣（印旛除外）、東京都（多摩地域除外）、神奈川縣（橫濱、川崎、三浦半島、湘南、西湘）屬海洋性氣候，其他地區屬內陸性氣候，群馬縣山區、埼玉縣秩父地方、東京都多摩西部屬中央高地式氣候。
- 受到東北氣流（やませ）的影響，與東海地方以西相比，氣溫明顯較低、有時甚至低於北海道。
- 栃木縣、群馬縣、埼玉縣北部，因為陣雨常有落雷的發生。
- 群馬縣、栃木縣的豪雪地帶是受到日本海的雪雲所造成，冬季多降雪。其中，群馬縣片品村是關東地方唯一的特別豪雪地帶，冬季的降雪非常多。
- 冬季在南岸低氣壓通過時，容易降雨或降雪。東京與水戶等沿岸平原地區的降雪，多呈現濕雪與粉雪兩種型態。南岸低氣壓為濕雪，冬天多為粉雪。冬季大雪區域多在那須岳與三國山脈附近的北側山區。例外的是寒冷低氣壓的降雪，強勁時會造成房總半島至相模灣之間的地區發生局部的鋒面降雪。
- 依據柯本氣候分類法，大部分屬溫帶（溫暖濕潤氣候，但一部分山區為西岸海洋性氣候）地勢較高的山屬亞寒帶氣候，火山列島、南鳥島、沖之鳥島為熱帶氣候。
- 冬季的平原地區，特別是寒流來襲時，南關東與沿岸地區有周圍山脈阻擋寒流，不易受到來自大陸的寒流影響，氣溫上時常較九州南部與種子島為高。即使受到寒流影響，晴朗的南關東白天氣溫也比較高，關東平原在南岸低氣壓造成積雪時較能感受到寒冷。另一方面，內陸地區在冬季十分寒冷，日間溫差非常大。其中，真岡、那須烏山、大子、鳩山等栃木縣與茨城縣為中心的內陸地區，早晨氣溫可低至-10度，與白天的高溫差距可達將近20度。東京大手町（氣象台）、橫濱（氣象台）、千葉（舊測候所）因熱島現象，冬季最低氣溫極高，除了島嶼部與海岬外，時常是全國最高溫。然而與上述觀測地點距離數公里的內陸地區相比，早晨氣溫差可達5度以上。代表性地點有千葉與佐倉及成田、東京大手町與練馬及府中、橫濱與海老名。此外，關東內陸的宇都宮（熱島現象）、所澤（鄰近湖泊）也是冬季最低氣溫較周邊為高的地點。北關東的群馬縣前橋、伊勢崎至埼玉縣熊谷的高崎線沿線的上武地域，其最低氣溫也較高，時常比南關東內陸（府中、八王子、佐倉等）還高。這是下沉氣流所造成的焚風現象與熱島效應所造成。

## 歷史
關東地區原為大和最東方的邊境之地，後為武士王國，近代成為日本的中心。

### 史前時代
關東地方的人類活動紀錄可追溯至舊石器時代。在群馬縣岩宿遺跡中的關東壤土層內，曾挖掘出舊石器時代的石器，但因關東壤土層為酸性土壤，未能挖掘出人骨。
繩文時代的關東地方受惠於溫暖環境，繩文人在關東各地形成大型集落。在當時的環境下，東日本相較於西日本更適合漁撈採集，推測繩文時代的南關東是日本列島人口密度最高的地區。繩文海進時期，現在茨城縣的中南部低地、千葉縣除了北部下總台地以外的地區、東京23區東部、埼玉縣東南部，仍為海洋。這片深入內陸的淺海是良好的漁場，現在遠離海岸的地區也發現了加曾利貝塚等巨大貝塚。
彌生時代，關東開始有水田稻作，當時以多摩川流域和相模平原為中心進行農耕活動。隨著海面後退與砂土堆積，流入東京灣的た利根川下游形成廣大的沖積平原，當時受限於不成熟的灌溉技術而無法耕地化。關東壤土層所覆蓋的台地，因缺少水源，仍是一片森林。

### 中世
12世紀末至14世紀中期南北朝時代開始，此地為鐮倉幕府的政治中心。
15世紀末，後北條氏初代當主北條早雲攻略小田原城，為其氏族奠定戰國時代關東霸主的基礎。
16世紀末，豐臣氏發動小田原征伐後，把原本據守三河國的德川氏改易至此地。德川家康在這段偏安時期發展江戶一帶，成為了日後江戶幕府的政治中心。

## 區域

### 關東地方內的區分
- 南關東（みなみかんとう）：利根川以南的千葉縣+東京都+神奈川縣+埼玉縣。有時不包含埼玉縣。
  - 眾議院比例代表的南關東選區：千葉縣+神奈川縣+山梨縣。
- 北關東（きたかんとう）：茨城縣+栃木縣+群馬縣，有時也包含埼玉縣。
  - 眾議院比例代表的北關東選區：茨城縣+栃木縣+群馬縣+埼玉縣。
- 首都圈（しゅとけん）：依據首都圏整備法及相關法令，「東京都、神奈川縣、千葉縣、埼玉縣、茨城縣、栃木縣、群馬縣、山梨縣為首都圏」。
- 東京圈（とうきょうけん）：因為東京都市圏的不斷擴大，各時期的範圍也不同。依據總務省的標準，是指移至新宿前的東京都廳（東京都千代田區。現在的東京國際論壇）為中心的70公里範圍內，涵蓋東京都、千葉縣、茨城縣、埼玉縣、神奈川縣（2000年國勢調査）。通常使用「東京都心Nkm圏」。
- 東京都市圈：東京都區部（舊東京市）的都市雇用圏（10%通勤圏）。包含東京都，千葉縣西北部，茨城縣西南部，埼玉縣東部、中南部、西南部，神奈川縣大部分。
- 關東大都市圈：指往東京都區部、橫濱市、川崎市、千葉市、埼玉市的通勤通學人口占常住人口1.5%以上的市町村。根據2005年國勢調査，包含東京都、神奈川縣、千葉縣、埼玉縣大部分，與茨城縣、栃木縣、群馬縣一部分，山梨縣上野原市、大月市，靜岡縣熱海市。
- 常總（じょうそう）：茨城縣+千葉縣。狹義上為靠近利根川的茨城縣南部（舊葛飾縣、舊新治縣）+千葉縣北部（舊葛飾縣）一帶。廣義上為相當於關東東半部的東關東（ひがしかんとう）。
- 常武（じょうぶ）：茨城縣+千葉縣+東京都。城東地區+常總。
- 東上（とうじょう）：東京都+埼玉縣+群馬縣。
- 兩毛（りょうもう）：群馬縣南東部+栃木縣西南部。
- 上武（じょうぶ）：群馬縣+埼玉縣。
- 毛武（もうぶ）：群馬縣+栃木縣+埼玉縣。
- 葛飾（かつしか）：東京都城東地區+千葉縣西部+埼玉縣東部+茨城縣西部一部分。
- 總武（そうぶ）：千葉縣+東京都（+埼玉縣）。（有時僅指千葉縣北部。）
- 多摩地域（たま）：東京都區部與島嶼部以外的地區。有時也包含明治時代屬於東多摩郡的中野區與杉並區。
- 武藏（むさし）：過去為埼玉縣+東京都+神奈川縣一部分，現在為埼玉縣秩父地方、入間郡+東京都西部多摩地域。
- 武相（ぶそう）：東京都+神奈川縣（+埼玉縣）。
- 八高（はちこう） ：八王子市 - 高崎市的縱斷區間。
- 埼京（さいきょう） ：東京23區 - 埼玉市的縱斷區間。
- 京成（けいせい） ：東京23區 - 成田市的橫斷區間。
- 京葉（けいよう） ：東京23區 - 千葉市的橫斷區間。
- 京濱（けいひん）、東橫（とうよこ） ：東京23區 - 橫濱市的縱斷區間。

### 各地域特色

#### 分為南北的場合
- 政治
  - 南關東與茨城縣南西部：多為桓武天皇子孫領地，桓武平氏諸氏的影響力強大。在河內源氏取得鎌倉支配權以來，鎌倉幕府（源氏），室町幕府時代的鎌倉府（源氏），江戶幕府（德川氏），明治政府等政權將此地作為根據地。第二次大戰後，東京60km圏內逐漸臥城化，相對於熱衷於地方政治的「○○都民」（例：神奈川都民、千葉都民、埼玉都民、茨城都民），不積極參與的居民不斷增加。
  - 北關東：古代是以毛野國為代表的地方王國，後來為清和源氏諸氏與藤原北家諸氏等地方領主。室町幕府的足利尊氏為清和源氏下野國御家人（足利市）出身，江戶幕府的德川家康為清和源氏、新田氏流後裔，歷史上有許多與北關東（毛野國）有淵源的武將建立政權。此外，源頼朝或是德川家康，皆曾參拜宇都宮大明神（宇都宮二荒山神社）。第二次大戰後，「自民黨王國」以高崎為象徴，眾議院議長和大臣級政治家輩出。
- 經濟
  - 南關東與茨城縣南西部：政權所在地（鎌倉、江戶〈明治以後的東京〉）以龐大消費力成為經濟的中心，並以其為中心形成經濟圏。企業總部的東京一極集中現象十分顯著，使得東京「首位都市」化。國道16號圏內的私鐵沿線，車站周邊店鋪聚集，自家用車擁有率低。
  - 北關東：核心市區的購買力顯著，宇都宮的年間商品販售額將近栃木縣全縣的一半。汽車化（Motorization）發達，多郊外型路邊商店，前橋市核心市區的衰退已成為一大問題。
- 交通
  - 南關東：大型幹道有東海道新幹線與東名高速道路等。連絡線有國道16號等。
    - 東海地方邊界：箱根峠。中央高地邊界：相模湖。

  - 北關東：東海道與東山道東端。大型幹道有東北新幹線與東北自動車道、北關東自動車道等。連絡線有國道50號等。
    - 東北地方邊界：勿来關，白河關。長野縣、新潟縣邊界：三國山脈。中央高地邊界：碓氷峠，雁坂峠。

#### 分為東西的場合
- 東關東（茨城縣+千葉縣）
  - 相當於常總。日本首屈一指的農業地帶。利根川近邊為水鄉筑波國定公園，擁有水鄉與筑波山等觀光地。
  - 地區間的移動呈現線型，常磐自動車道、東關東自動車道、國道6號、國道51號等南北幹線沿線的地區交流密切。
- 西關東（茨城縣與千葉縣以外的關東地方）
  - 西為關東山地。地域間移動呈現流動型，可見跨越河川（利根川，多摩川）的地區交流。兩毛三角洲地帶與國道16號沿線多路邊商店，埼玉縣往多摩地域，在道路上多使用國道16號，在鐵路上多行經東京。
  - 西北部（毛武）的埼玉縣、栃木縣、群馬縣農業興盛。但是西南部（武相）的東京都與神奈川縣的農業比例極低，第三級產業比例極高。平氏流諸氏以交易維持勢力，源氏流諸氏以農業維持勢力，兩者的支配造成此差異。但是近年西北部的農業衰退嚴重，群馬縣的耕作放棄地率高居全國第3名。[2]

### 包含相鄰各縣的例子
中央省廳與企業、團體在區域劃分上並沒有統一。
- 關東1都6縣+山梨縣 （首都圏）
  - 首都圏整備法與政令（首都圏整備法施行令）的定義
  - 關東高等學校體育大會
  - 關東學生陸上競技聯盟
  - 總務省 關東總合通信局
  - 國土交通省 關東運輸局
  - 東京電力營業地域（此時還包含静岡縣的富士川以東等區域）
- 關東1都6縣+新潟縣 （關越）
  - 關越自動車道
- 關東1都6縣+山梨縣+長野縣 （關東甲信）
  - 國土交通省 關東地方整備局
  - 気象廳地方預報區
  - SOFTBANK MOBILE營業地域
- 關東1都6縣+山梨縣+新潟縣 （關東甲越）
  - 日本紅十字會血液中心
  - 日本高等學校教職員組合區域協議會
  - NHK文化中心
  - JTB關東（千葉，東京，神奈川除外）
  - 日本原子力學會
  - 大學英語教育學會
  - 全日本外壁ピンネット工事業協同組合
  - 自治勞連區域青年部
  - 日本眼科學會
  - 全鍼師會區域協議會
  - 關東學生美式足球聯盟
- 關東1都6縣+靜岡縣+山梨縣
  - 海上保安廳 第三管區海上保安本部
  - 全國紙東京本社的電影廣告
  - 在京電視各局的地方天氣預報
- 關東1都6縣+山梨縣+長野縣+新潟縣 （關東甲信越）
  - 財務省 關東財務局
  - 總務省 關東管區行政評價局
  - 厚生勞動省 關東信越厚生局
  - Recruit（リクルート）社的大學進學情報誌
  - JAF關東本部（但也間接管轄沖繩縣）
  - NHK广播电视中心（一部分首都圏地方節目與新聞）
- 關東1都6縣+静岡縣+山梨縣+長野縣+新潟縣 （廣域關東圏）
  - 經濟產業省 關東經濟產業局
  - 東京高等裁判所
  - 東京高等檢察廳
  - 警察廳 關東管區警察局（此時東京都為警視廳管轄，不含在內）
  - 法務省 東京矯正管區
  - 公正取引委員會
  - 陸上自衛隊東部方面隊
- 關東1都6縣+静岡縣+山梨縣+長野縣
  - 關東地方知事會
  - 農林水產省 關東農政局
- 關東1都6縣+静岡縣+山梨縣+新潟縣
  - 環境省 關東地方環境事務所 （页面存档备份，存于）
- 關東1都6縣+静岡縣+山梨縣+新潟縣+福島縣
  - 林野廳 關東森林管理局
- 關東1都6縣+静岡縣+愛知縣+三重縣+山梨縣+長野縣+岐阜縣+新潟縣+富山縣+石川縣+福井縣
  - 氣象廳 東京管區気象台

### 其他
- 21世紀FIT構想[3]（福島縣+茨城縣+栃木縣的羅馬拼音組合）
  - 由位於首都遷移候補地的3縣所組成的地方促進協議會。

## 經濟

### 全體經濟
平成19年度（2007年）的關東GDP達203兆7486億日圓，高於當時的印度與俄羅斯，形成巨大的經濟圏。

東京高樓群

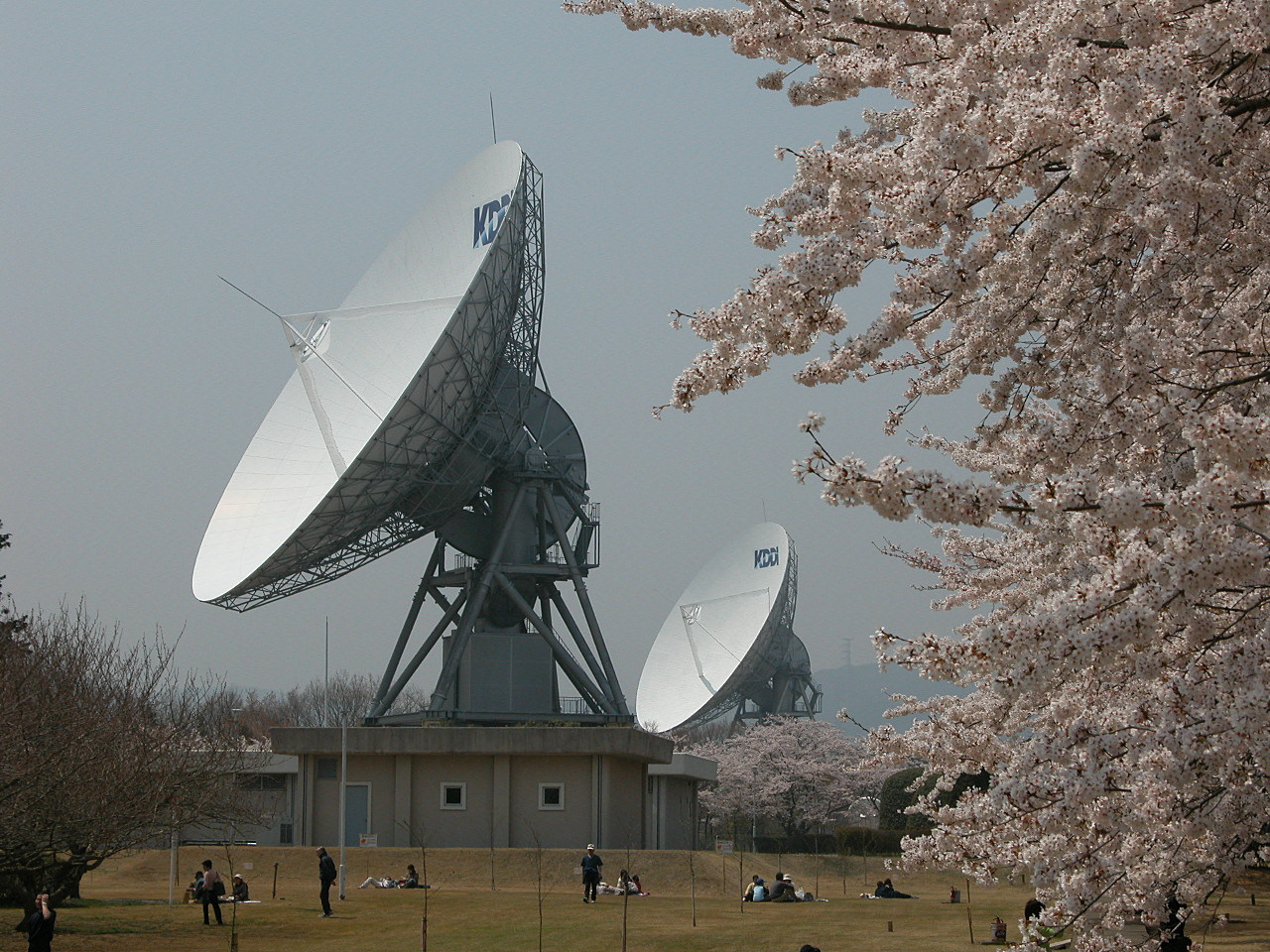
茨城衛星通信站

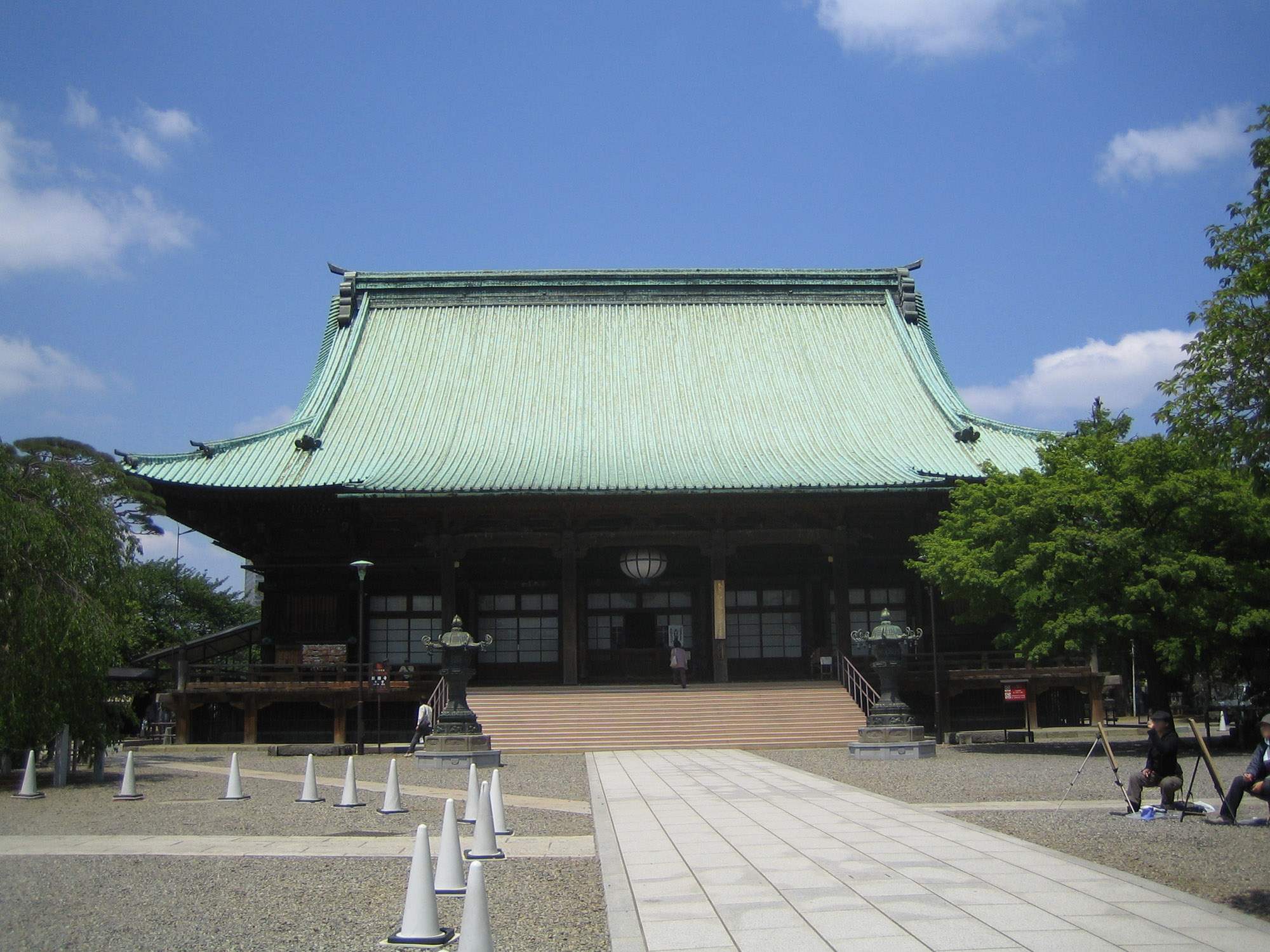
護國寺 (文京區)

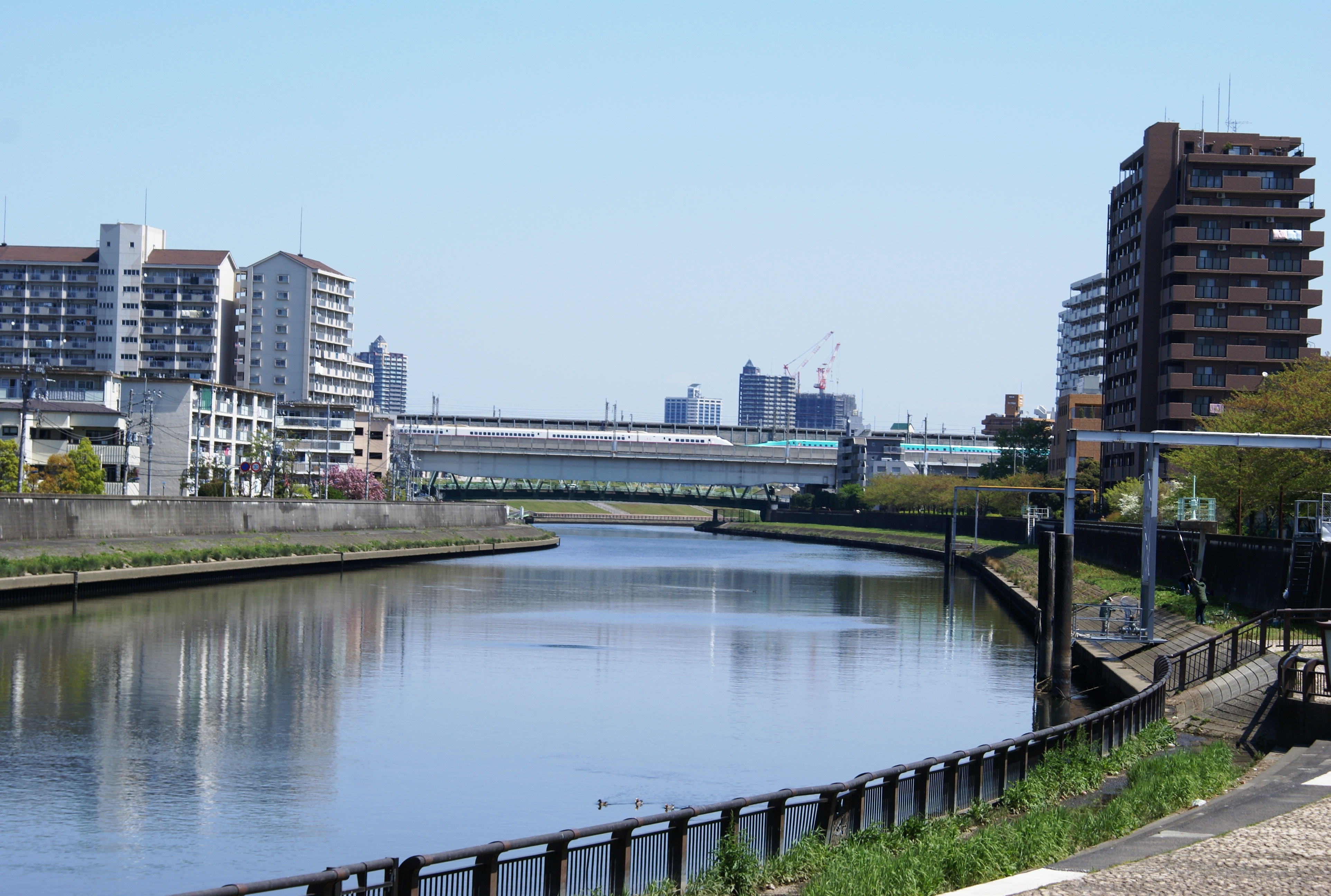
東京小豆沢公園

企業總部大半聚集在東京都區部內。另一方面，東京都區部以外的區域，工廠與物流據點集中，特定企業的工廠聚集形成「企業城下町」，營業所與零售業發達的都市也十分常見。

### 第一級產業

#### 農業
- 東部的茨城縣與千葉縣，其農業生產額名列前茅，西北部的群馬縣、埼玉縣、栃木縣也有不小的農業生產量。尤其，千葉縣農業生產額僅次於北海道，為日本第二，蔬菜生產額為日本第一位。但近年因住宅與工業的開發，加上後繼者問題，農業逐漸衰退，耕作放棄地不斷增加。尤其西南部的東京都與神奈川縣大幅衰退，無法自給自足。
- 東京周邊是典型的都市近郊農業，主要產物為蔬菜與花卉。
- 關東地方各市町村的年度農業生產額（2006年）排名：
  1. 鉾田市（茨城縣）＜539億日圓＞
  2. 旭市（千葉縣）＜418億日圓＞
  3. 前橋市（群馬縣）＜387億日圓＞
  4. 深谷市（埼玉縣）＜356億日圓＞
  5. 香取市（千葉縣）＜321億日圓＞
  6. 那須鹽原市（栃木縣）＜264億日圓＞
  7. 大田原市（栃木縣）＜247億日圓＞
  8. 行方市（茨城縣）＜235億日圓＞
  9. 銚子市（千葉縣）＜228億日圓＞
  10. 筑西市（茨城縣）＜228億日圓＞
  11. 坂東市（茨城縣）＜219億日圓＞
  12. 真岡市（栃木縣）＜218億日圓＞
  13. 宇都宮市（栃木縣）＜198億日圓＞
  14. 小美玉市（茨城縣）＜197億日圓＞
  15. 太田市（群馬縣）＜190億日圓＞

#### 畜牧業
- 茨城縣與栃木縣、千葉縣為主要產地，多為養豬，養雞，酪農業。生乳產量方面，栃木縣與千葉縣分列二、三位，僅次於北海道。

#### 漁業（水產業）
- 太平洋側漁業興盛。銚子漁港是日本主要的高漁獲量港口。
- 成田國際機場的水產進口金額為日本第一，因此又稱「成田漁港」。

### 第二級產業

#### 礦業
- 昭和中期，日立市與足尾開始進行礦山開採，1975年左右結束。
- 埼玉縣秩父市、栃木縣佐野市（舊葛生町）周邊開採水泥原料的石灰岩、白雲石。
- 關東地方的地下有日本最大的天然氣田南關東天然氣田，千葉縣的天然氣大半提供給東京都。

#### 工業
- 南部：東京灣沿岸有大規模的臨海型工業地帶，分別稱為京濱工業地帶（東京-神奈川）與京葉工業地域（東京-千葉）。京葉工業地域也可能包含在京濱工業地帶內。
- 北部：太田與宇都宮、伊勢崎、河内郡上三川等為首的內陸型北關東工業地域，輸送機器與橡膠製品的產額龐大。
- 東部：茨城縣北部（日立、常陸那珂）與千葉縣西北部（我孫子、柏、習志野等），聚集許多日立製作所相關工廠。此外，茨城縣鹿行地域（鹿嶋、神栖）則形成鹿島臨海工業地帶。
- 關東地方各市町村的年度製成品產出額（2008年）排名：
  1. 市原市（千葉縣）＜5.70兆日圓＞
  2. 東京特別區（東京都）＜4.65兆日圓＞
  3. 川崎市（神奈川縣）＜4.61兆日圓＞
  4. 橫濱市（神奈川縣）＜3.90兆日圓＞
  5. 太田市（群馬縣）＜2.19兆日圓＞
  6. 宇都宮市（栃木縣）＜1.69兆日圓＞
  7. 相模原市（神奈川縣）＜1.61兆日圓＞
  8. 狹山市（埼玉縣）＜1.49兆日圓＞
  9. 神栖市（茨城縣）＜1.49兆日圓＞
  10. 日立市（茨城縣）＜1.45兆日圓＞
  11. 千葉市（千葉縣）＜1.36兆日圓＞
  12. 袖浦市（千葉縣）＜1.35兆日圓＞
  13. 藤澤市（神奈川縣）＜1.34兆日圓＞
  14. 平塚市（神奈川縣）＜1.28兆日圓＞
  15. 伊勢崎市（群馬縣）＜1.23兆日圓＞
  16. 君津市（千葉縣）＜1.02兆日圓＞
  17. 鹿嶋市（茨城縣）＜1.02兆日圓＞
  18. 常陸那珂市（茨城縣）＜1.00兆日圓＞
  19. 日野市（東京都）＜0.94兆日圓＞
  20. 河內郡上三川町（栃木縣）＜0.93兆日圓＞

大型、超大型製造業總部（未必是工廠）多在東京都區部。但在關東地方設置工廠的企業（母公司）總部未必在關東地方。

#### 建設業
許多大型承建商總部集中在東京都區部。東京都區部進行許多大規模辦公大廈與公寓大樓、道路、鐵路（地下鐵）等建設。

### 第三級產業

#### 商業
- 東京以新宿、池袋、澀谷、銀座、日本橋、秋葉原、上野為中心，百貨店、專門店、高級品牌店，大型商業設施，餐飲店等大量聚集。
- 國道16號圏內的鐵路沿線，特別是東京與橫濱，車站周邊有許多站前商店與電器量販店。
- 宇都宮，高崎，水戶的終點車站周邊與市中心的購買力強大。
- 兩毛三角洲地帶，有許多位在繞道或郊外的「北關東系家電量販店」與郊外型購物中心。
- 關東地方各市町村的年度商品販售額（2007年，含批發業）排名：
  1. 東京特別區（東京都）<175兆日圓>
  2. 橫濱市（神奈川縣）<9.79兆日圓>
  3. 埼玉市（埼玉縣）<4.73兆日圓>
  4. 千葉市（千葉縣）<3.72兆日圓>
  5. 川崎市（神奈川縣）<3.64兆日圓>
  6. 宇都宮市（栃木縣）<2.84兆日圓>
  7. 前橋市（群馬縣）<2.38兆日圓>
  8. 高崎市（群馬縣）<1.75兆日圓>
  9. 水戶市（茨城縣）<1.52兆日圓>
  10. 相模原市（神奈川縣）<1.31兆日圓>
  11. 船橋市（千葉縣）<1.16兆日圓>
  12. 八王子市（東京都）<1.14兆日圓>
  13. 厚木市（神奈川縣）<1.12兆日圓>
  14. 川口市（埼玉縣）<0.96兆日圓>
  15. 柏市（千葉縣）<0.89兆日圓>
  16. 立川市（東京都）<0.88兆日圓>
  17. 町田市（東京都）<0.81兆日圓>
  18. 熊谷市（埼玉縣）<0.78兆日圓>
  19. 筑波市（茨城縣）<0.78兆日圓>
  20. 松戶市（千葉縣）<0.77兆日圓>

#### 金融
東京是日本銀行與許多都市銀行的總部所在地，各地的地方銀行與主要海外金融機關也會在此設立東京分店。此外還有東京證券交易所等各種商品市場。

#### 服務
主要集中在東京都區內。
- IT相關企業聚集。
- 各大傳媒的核心局（親局）位於東京都區內。
- 大型電信公司總部都在東京都區內。

## 交通

### 交通重要樞紐場站

#### 鐵道重要樞紐場站
- 東京站
- 橫濱站
- 澀谷站
- 水戶站
- 池袋站
- 大宮站
- 品川站
- 千葉
  - 千葉站
  - 京成千葉站
- 立川
  - 立川站
  - 立川北站
  - 立川南站
- 上野
  - 上野站
  - 京成上野站
- 新宿
  - 新宿站
  - 西武新宿站
  - 新線新宿站
  - 新宿西口站
  - 新宿三丁目站
  - 都廳前站
- 小田原站
- 北千住站
- 大手町站
- 秋葉原
  - 秋葉原站
  - 岩本町站
- 八王子
  - 八王子站
  - 京王八王子站

#### 空港重要樞紐場站
- 東京國際機場
- 成田國際機場
- 調布飛行場
- 茨城機場

#### 港口重要樞紐場站
- 橫濱港
- 東京港

#### 直升機重要樞紐場站
- 東京直升機場
- 座間基地

## 人口
關東地方的人口約佔日本總人口的1/3，其中南關東的人口超過3400萬人。
| ISO 3166-2 | 都道府縣名 | 排名 | 人口數     | 佔日本人口的比例 |
| ---------- | ---------- | ---- | ---------- | ---------------- |
| JP-08      | 茨城縣     | 11   | 2,992,152  | 2.30%            |
| JP-09      | 栃木縣     | 20   | 2,011,691  | 1.60%            |
| JP-10      | 群馬縣     | 19   | 2,033,535  | 1.60%            |
| JP-11      | 埼玉縣     | 5    | 7,037,849  | 5.50%            |
| JP-12      | 千葉縣     | 6    | 6,028,315  | 4.70%            |
| JP-13      | 東京都     | 1    | 12,369,185 | 9.70%            |
| JP-14      | 神奈川縣   | 3    | 8,687,422  | 6.80%            |
| -          | 總和       | -    | 41,160,149 | 32.20%           |

- 2002年資料

## 備註
1. ↑  Garfield, Leanna. . BUSINESS INSIDER JAPAN. 2018-07-13  [2023-12-11]. （原始内容存档于2023-12-23） （日语）.
2. ↑  耕作放棄地の現状 的存檔，存档日期2012-01-07.
3. ↑  . 21fit.jp.   [2024-12-26] （日语）.
4. ↑  . www.esri.cao.go.jp.   [2024-12-26] （日语）.
5. ↑  .   [2013-08-30]. （原始内容存档于2011-02-22）.